# Liste des leaders parlementaires du gouvernement du Queensland
Cet article liste les leaders parlementaires du gouvernement du Queensland.

## Liste
| Leader              | Début du mandat   | Fin du mandat     | Parti            | Premier ministre                   |
| ------------------- | ----------------- | ----------------- | ---------------- | ---------------------------------- |
| Max Hodges          | 10 mars 1975      | 13 août 1976      | National         | Joh Bjelke-Petersen                |
| Tom Newbery         | 13 août 1976      | 8 août 1979       | Country/National | Joh Bjelke-Petersen                |
| Claude Wharton      | août 1979         | 1er novembre 1986 | National         | Joh Bjelke-Petersen                |
| Lin Powell          | 19 février 1987   | 1er décembre 1987 | National         | Joh Bjelke-Petersen                |
| Brian Austin        | 8 mars 1988       | 25 septembre 1989 | National         | Mike Ahern                         |
| Neville Harper      | 26 septembre 1989 | 2 décembre 1989   | National         | Russell Cooper                     |
| Terry Mackenroth    | 7 décembre 1989   | 10 décembre 1991  | Travailliste     | Wayne Goss                         |
| Paul Braddy         | 13 décembre 1991  | 25 août 1992      | Travailliste     | Wayne Goss                         |
| Terry Mackenroth    | 5 novembre 1992   | 19 février 1996   | Travailliste     | Wayne Goss                         |
| Tony FitzGerald     | 2 avril 1996      | 19 mai 1998       | National         | Rob Borbidge                       |
| Terry Mackenroth    | 29 juin 1998      | 22 mars 2001      | Travailliste     | Peter Beattie                      |
| Anna Bligh          | 22 mars 2001      | 9 août 2005       | Travailliste     | Peter Beattie                      |
| Robert Schwarten    | 9 août 2005       | 22 avril 2009     | Travailliste     | Peter Beattie                      |
| Robert Schwarten    | 9 août 2005       | 22 avril 2009     | Travailliste     | Anna Bligh                         |
| Judy Spence         | 22 avril 2009     | 23 mars 2012      | Travailliste     |                                    |
| Ray Stevens         | 17 mai 2012       | 6 janvier 2015    | Libéral national | Campbell Newman                    |
| Stirling Hinchliffe | 24 mars 2015      | 12 décembre 2017  | Travailliste     |                                    |
| Stirling Hinchliffe | 24 mars 2015      | 12 décembre 2017  | Travailliste     | Annastacia Palaszczuk Steven Miles |
| Yvette D'Ath        | 12 décembre 2017  | 12 février 2024   | Travailliste     |                                    |
| Mick de Brenni      | 13 février 2024   | 12 novembre 2024  | Travailliste     |                                    |
| Christian Rowan     | 13 novembre 2024  | en cours          | Libéral national | David Crisafulli                   |